# Conservatorium Talent Award
De Conservatorium Talent Award (CTA) is een Nederlandse awardshow voor aanstormende jazzmuzikanten. De show is in het leven geroepen door initiator Bert Boeren, destijds programmeur bij Jazz in Duketown, en vindt voorafgaand aan dat jazzfestival plaats.
De deelnemers aan de competitie volgen allen een bachelor- of masteropleiding aan een van de Nederlandse conservatoria en zijn als talent door hun opleiding aangemeld. Deze jazztalenten geven een optreden van een half uur, dat beoordeeld wordt door een vakjury. De vakjury bestaat uit: Aad van Nieuwkerk (presentator bij NPO Radio 4), Tom Trapp (componist), Guy van Hulst (jazzpromotor), Deborah J. Karter (jazzvocaliste, componiste en arrangeur) en Mischa Andriessen (dichter en schrijver). De winnaar van de Conservatorium Talent Award treedt op tijdens de eerstvolgende editie van Jazz in Duketown.
Tijdens de finaledag van het Conservatorium Talent Award mogen de finalisten optreden met het Jazz Orchestra of the Concertgebouw.

## Winnaars
Eerdere winnaars van de Conservatorium Talent Award zijn:
- 2012: Jasper van Damme (Castel/van Damme Quartet)
- 2013: Esther van Hees
- 2014: Maarten Hogenhuis (BRUUT!)
- 2015: Sebastiaan van Bavel
- 2016: Lizzy Ossevoort
- 2017: Sanne Rambags
- 2018: Prashant Samlal
- 2019: Mo van der Does
- 2020: Gijs Idema (en een eervolle vermelding voor Marit van der Lei)
- 2021: Bram van de Glind (Conservatorium Talent Award) en Luca Warmer (Mingus prijs voor beste compositie)[3]
- 2022: Peter Willems (Conservatorium Talent Award) en Fenne Scholte (Mingus prijs)[4]
- 2023: Joop de Graaf (Conservatorium Talent Award en Mingus Prijs)[5]
- 2024: Jadi Peperzak (Conservatorium Talent Award), Dimitris Karkoulias (Mingus Prijs) en Chris Muller (Ruud Bos Challenge voor beste arrangement)[6]
- 2025: Antonin Jaccard (Conservatorium Talent Award), Ketija Ringa Karahona (Mingus Prijs) en Berend van Deelen (Ruud Bos Challenge)[7]

## Locatie
De Conservatorium Talent Award wordt doorgaans gehouden in 's-Hertogenbosch, ofwel in de Podium Azijnfabriek ofwel in de Verkadefabriek.

## Fotogalerij

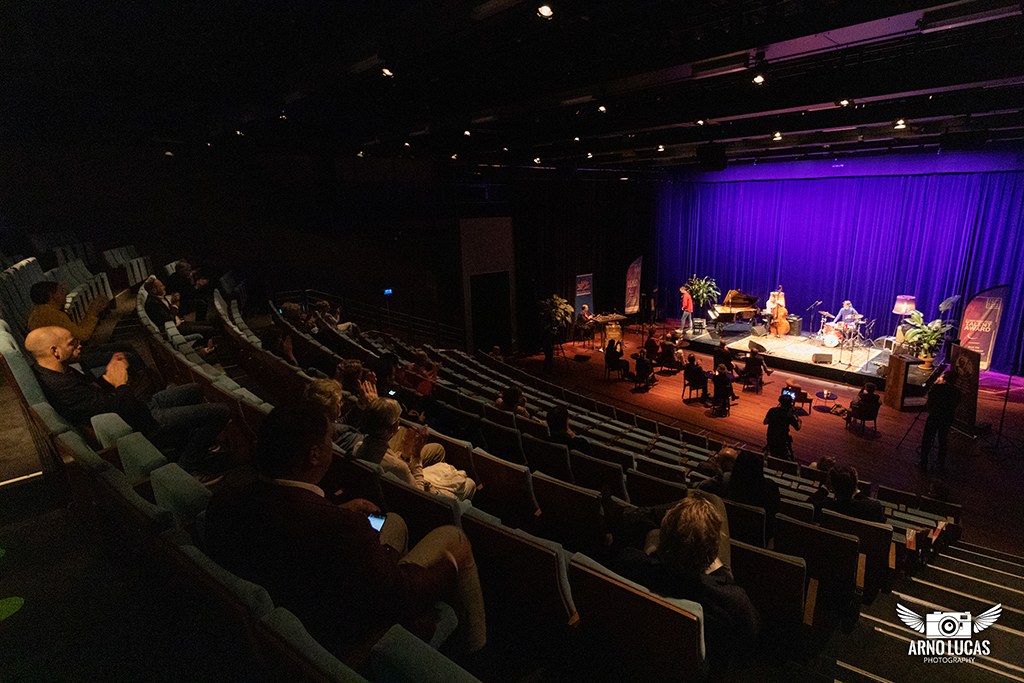
Conservatorium Talent Award 2019 in de Verkadefabriek
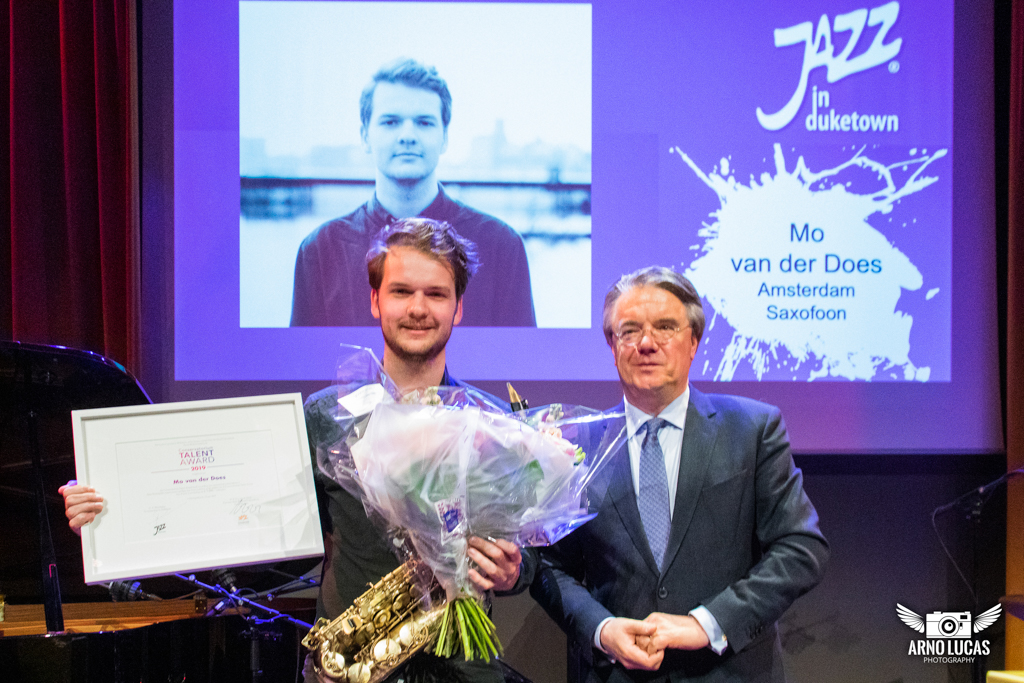
Mo van der Does wint CTA 2019
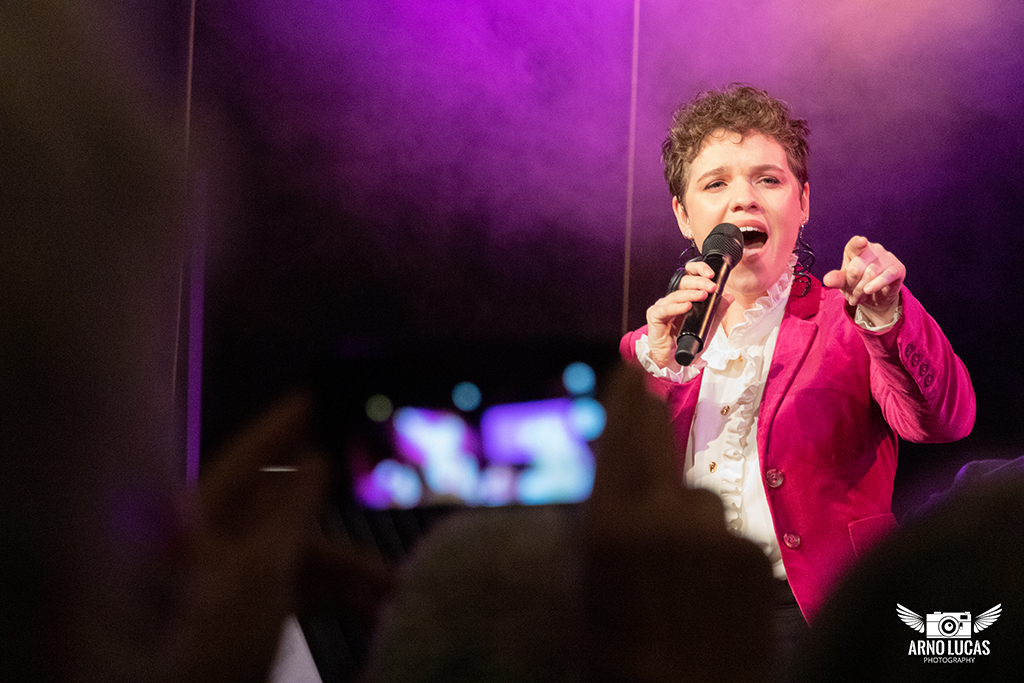
Luca Warmer @ Conservatorium Talent Award 2021
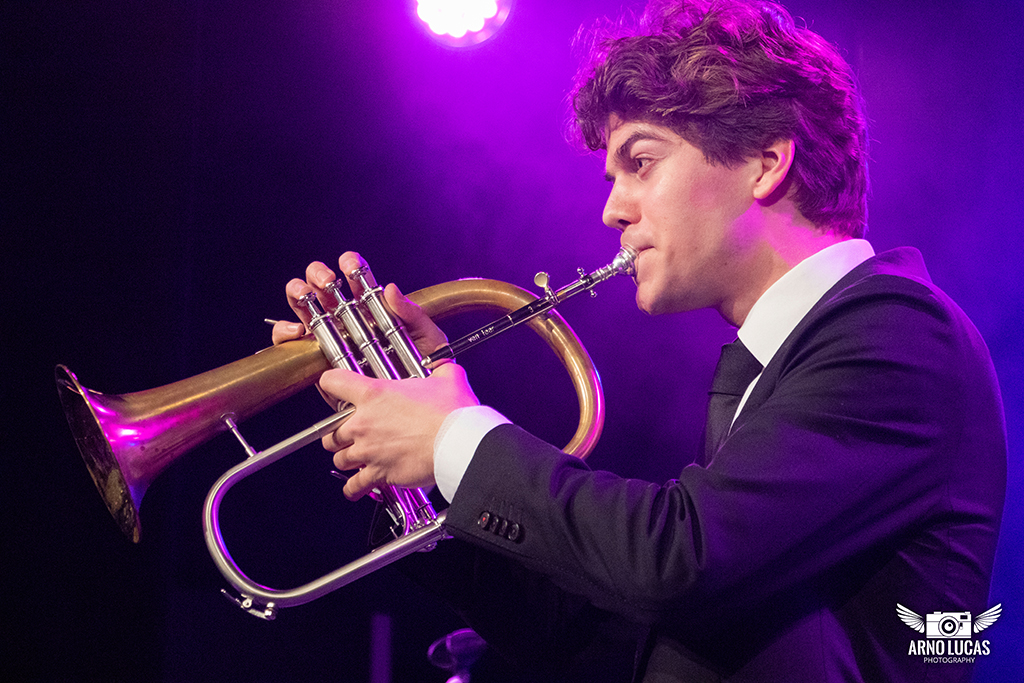
Bram van de Glind @ Conservatorium Talent Award 2021